# Jack Beaumont
Pour les articles homonymes, voir Beaumont.
Jack Beaumont, né le 21 novembre 1993, est un rameur britannique.

## Palmarès

### Championnats d'Europe
- 2015, à Poznań ( Pologne)
  -  Médaille de bronze en Quatre de couple